# Karin Well
Karin Well, nome d'arte di Wilma Truccolo, talvolta accreditata anche come Welma Truccolo (Roma, 1954), è un'attrice e modella italiana.

## Biografia
È stata attiva nel cinema italiano come interprete di B-movie dal 1971 al 1989 (debuttò in un ruolo di secondo piano nel musicarello I ragazzi del juke-box), fra cui spaghetti western e film horror. Ha interpretato diversi film della commedia erotica all'italiana e del filone decamerotici. Come ragazza-copertina è apparsa nel n. 4 del 1977 del periodico softcore Playmen. Per la sua forte somiglianza con l'attrice, cantante e presentatrice, è stata definita la sosia di Raffaella Carrà.

## Filmografia
- La bella Antonia, prima monica e poi dimonia, regia di Mariano Laurenti (1972) (non accreditata)
- Mi chiamavano 'Requiescat'... ma avevano sbagliato, regia di Mario Bianchi (1972)
- L'Aretino nei suoi ragionamenti sulle cortigiane, le maritate e... i cornuti contenti, regia di Enrico Bomba (1972)
- Quella provincia maliziosa, regia di Gianfranco Baldanello (1975)
- La cognatina, regia di Sergio Bergonzelli (1975)
- Taxi Love, servizio per signora, regia di Sergio Bergonzelli (1976)
- Delirio d'amore, regia di Tonino Ricci (1977)
- Quel pomeriggio maledetto, regia di Mario Siciliano (1977)
- Polizia selvaggia, regia di Guido Zurli (1977)
- Pasión, regia di Tonino Ricci (1977)
- Porco mondo, regia di Sergio Bergonzelli (1978)
- Scorticateli vivi, regia di Mario Siciliano (1978)
- Disonora il padre, regia di Sandro Bolchi (1978) - miniserie TV
- Proibito erotico, regia di Luigi Batzella (1978)
- Porno erotico western, regia di Elo Pannacciò (1979)
- La trombata, regia di Sergio Bergonzelli / Soulis Georgiades (1979)
- La zia di Monica, regia di Giorgio Mille (1979)
- Erotic Family, regia di Mario Siciliano (1980)
- La mondana nuda, regia di Sergio Bergonzelli (1980)
- Le notti del terrore, regia di Andrea Bianchi (1981)
- Porno lui erotica lei, regia di Mario Siciliano (1981)
- I briganti, regia di Giacinto Bonacquisti (1983)
- La monaca nel peccato, regia di Joe D'Amato (1986)
- Faida, regia di Paolo Pecora (1988)
- La bahía esmeralda, regia di Jesús Franco (1989)